# Ceromya maculipennis
Ceromya maculipennis är en tvåvingeart som först beskrevs av Malloch 1930.  Ceromya maculipennis ingår i släktet Ceromya och familjen parasitflugor. Inga underarter finns listade i Catalogue of Life.